# Darko Czurlinow
Darko Czurlinow (mac. Дарко Чурлинов, ur. 11 lipca 2000 w Skopju) – macedoński piłkarz występujący na pozycji pomocnika w Burnley FC oraz w reprezentacji Macedonii Północnej.

## Kariera
Czurlinow rozpoczął swoją przygodę z piłką nożną w macedońskich klubach: FK Forca (2003–2010), FK Rabotniczki (2010–2012) oraz FK Wardar (2012–2014). Następnie przeniósł się do Niemiec, gdzie kontynuował rozwój w Hansie Rostock (2014–2015), 1. FC Magdeburg (2015–2016) oraz 1. FC Köln (2016–2018). 
W 2019 roku zadebiutował w seniorskiej piłce w zespole FC Köln rozgrywając 1 mecz. Następnie grał przez kilka lat w VfB Stuttgart (2020–2022), gdzie wystąpił w 21 spotkaniach, zdobywając 1 bramkę. W sezonie 2021/22 udał się na wypożyczenie do Schalke 04, dzie zagrał w 22 meczach, strzelając 2 gole. 
Dużą zmianą był transfer do angielskiej Burnley FC, niestety wystąpił tam tylko w 7 spotkaniach. Następnym krokiem był dwa wypożyczenia, pierwsze w 2024 roku do Schalke 04, gdzie rozegrał 10 meczów, zdobywając 1 bramkę. Następnie 7 sierpnia 2024 roku dołączył do Jagiellonii Białystok, gdzie w sezonie 2024/2025 rozegrał już 19 meczów w Ekstraklasie, strzelając 4 gole i notując 3 asysty.
W październiku 2024 roku zdobył bramkę w meczu Ligi Konferencji przeciwko FC Kopenhaga, przyczyniając się do sensacyjnego zwycięstwa Jagiellonii Białystok.

## Kariera reprezentacyjna
28 marca 2017 roku, w wieku 16 lat i 8 miesięcy, Czurlinow zadebiutował w reprezentacji Macedonii w towarzyskim meczu przeciwko Białorusi. Stał się najmłodszym zawodnikiem, który kiedykolwiek zagrał w macedońskiej kadrze.

## Statystyka
(aktualne na koniec sezonu 2024/2025)
| Klub                         | Sezon           | Liga                       | Liga | Liga | Puchar kraju | Puchar kraju | Europa | Europa | Suma | Suma |
| Klub                         | Sezon           | Liga                       | M.   | Br.  | M.           | Br.          | M.     | Br.    | M.   | Br.  |
| ---------------------------- | --------------- | -------------------------- | ---- | ---- | ------------ | ------------ | ------ | ------ | ---- | ---- |
| 1. FC Köln II                | 2018/19         | Regionalliga West          | 1    | 0    | —            | —            | —      | —      | 1    | 0    |
| 1. FC Köln II                | 2019/20         | Regionalliga West          | 9    | 7    | —            | —            | —      | —      | 9    | 7    |
| 1. FC Köln II                | Ogólnie         | Ogólnie                    | 10   | 7    | —            | —            | —      | —      | 10   | 7    |
| 1. FC Köln                   | 2019/20         | Bundesliga                 | 1    | 0    | 0            | 0            | —      | —      | 1    | 0    |
| VfB Stuttgart II             | 2019/20         | Oberliga Baden-Württemberg | 1    | 0    | —            | —            | —      | —      | 1    | 0    |
| VfB Stuttgart                | 2029/20         | 2. Bundesliga              | 6    | 1    | 0            | 0            | —      | —      | 6    | 1    |
| VfB Stuttgart                | 2020/21         | Bundesliga                 | 14   | 0    | 2            | 0            | —      | —      | 16   | 0    |
| VfB Stuttgart                | 2021/22         | Bundesliga                 | 0    | 0    | 1            | 1            | —      | —      | 1    | 1    |
| VfB Stuttgart                | 2022/23         | Bundesliga                 | 1    | 0    | 1            | 1            | —      | —      | 2    | 1    |
| VfB Stuttgart                | Ogólnie         | Ogólnie                    | 21   | 1    | 4            | 2            | —      | —      | 25   | 3    |
| FC Schalke 04 (wyp.)         | 2021/22         | 2. Bundesliga              | 22   | 2    | 1            | 0            | —      | —      | 23   | 2    |
| Burnley F.C.                 | 2022/23         | Championship               | 7    | 0    | 4            | 0            | —      | —      | 13   | 0    |
| FC Schalke 04 (wyp.)         | 2023/24         | 2. Bundesliga              | 10   | 1    | —            | —            | —      | —      | 10   | 1    |
| Jagiellonia Białystok (wyp.) | 2024/25         | Ekstraklasa                | 26   | 5    | 2            | 0            | 16     | 2      | 44   | 7    |
| Ogólnie kariera              | Ogólnie kariera | Ogólnie kariera            | 98   | 16   | 11           | 2            | 16     | 2      | 125  | 20   |

## Sukcesy
- Superpuchar Polski
  -  2024[4]